# Gedenkstein (Weddersleben)

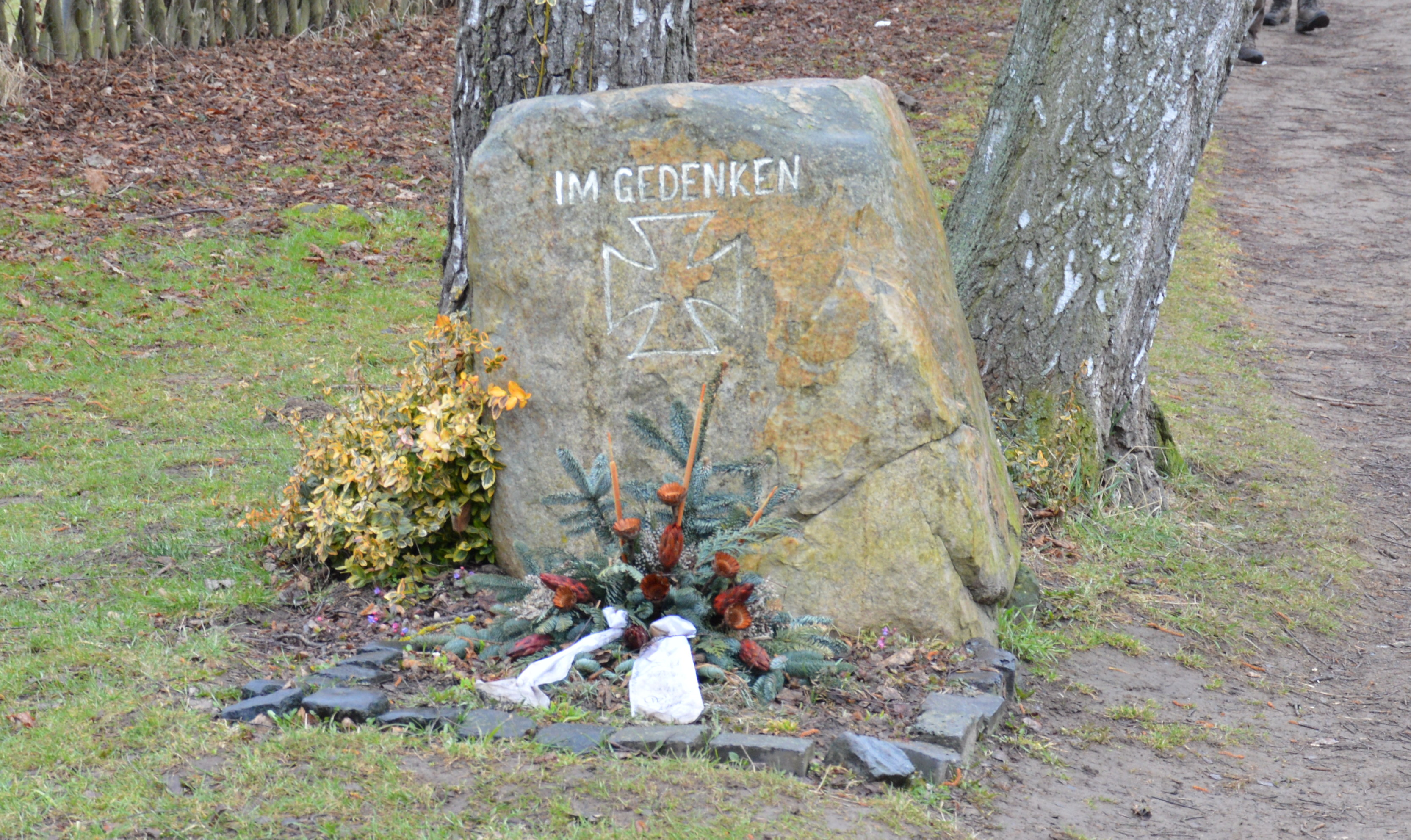
Gedenkstein, 2018

Der Gedenkstein ist ein Kriegerdenkmal nahe dem Königstein der Teufelsmauer im nördlichen Harzvorland auf dem Gebiet der Stadt Thale bei Weddersleben in Sachsen-Anhalt.
Er steht südöstlich des Königsteins an der Südseite des zum Königstein hinaufführenden Wegs, etwas westlich der Stempelstelle 188 der Harzer Wandernadel.
Der Gedenkstein wurde zum Gedenken an einen im April 1945 an dieser Stelle von Anwohnern beigesetzten gefallenen deutschen Soldaten aufgestellt, dessen Identität aufgrund fehlender Papiere und Erkennungsmarke unbekannt blieb. Das Grab war über 50 Jahre gepflegt worden, bis 1995 dann durch den Volksbund Deutsche Kriegsgräberfürsorge eine Umbettung der sterblichen Überreste auf den Friedhof von Thale erfolgte.